# Großsteingräber bei Gobbin
Die Großsteingräber bei Gobbin waren drei megalithische Grabanlagen der jungsteinzeitlichen Trichterbecherkultur bei Gobbin, einem Ortsteil von Lancken-Granitz im Landkreis Vorpommern-Rügen (Mecklenburg-Vorpommern). Sie wurden vermutlich im 19. Jahrhundert zerstört.

## Forschungsgeschichte
Die Existenz der Gräber wurde in den 1820er Jahren durch Friedrich von Hagenow erfasst und ihre Lage auf der 1829 erschienenen Special Charte der Insel Rügen vermerkt. In von Hagenows handschriftlichen Notizen, die den Gesamtbestand der Großsteingräber auf Rügen und in Neuvorpommern erfassen sollten und die 1904 von Rudolf Baier veröffentlicht wurden, fehlen die Anlagen allerdings. Sie blieben auch bei späteren Zusammenstellungen der Großsteingräber Mecklenburg-Vorpommerns unberücksichtigt, da sich die Forscher immer nur auf die von Baier publizierte Liste stützten und weniger auf von Hagenows Karte.

## Lage
Nach von Hagenows Karte befanden sich zwei Gräber südöstlich von Gobbin auf einem Feld. Sie lagen in ost-westlicher Richtung nahe beieinander. Das dritte Grab lag an der Ostseite des Wegs nach Neu Reddevitz.

## Beschreibung
Vermutlich handelte es sich bei den Gräbern um Großdolmen, da fast alle bekannten Großsteingräber Rügens diesem Typ angehören. Nach den Kartensignaturen könnten die beiden südöstlich von Gobbin gelegenen Gräber kurze, nordost-südwestlich orientierte Hünenbetten besessen haben. Das dritte Grab besaß eine steinerne Umfassung. Zu den Maßen der Anlagen liegen keine Angaben vor.